# Warner TV

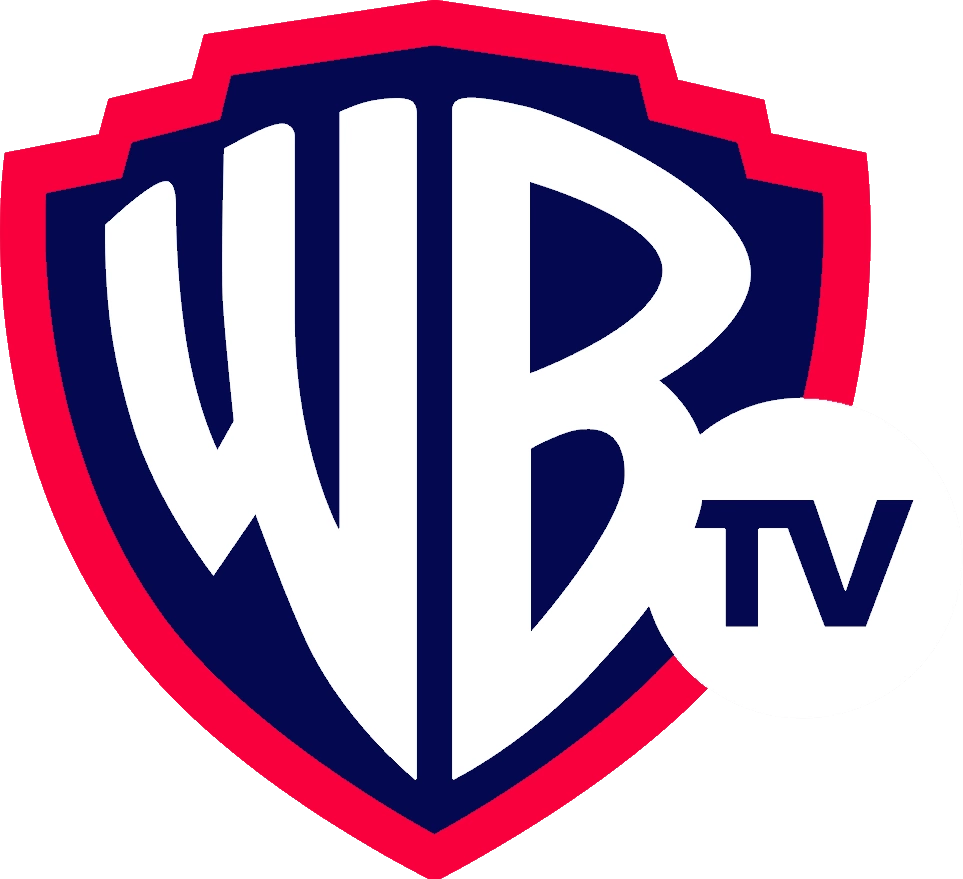
Logo des Warner Channel

Der Warner Channel (gewöhnlich auch als WBTV abgekürzt, jedoch nicht mit dem Warner Bros. Television zu verwechseln) ist ein lateinamerikanischer Kabelfernsehsender von Time Warners HBO Latin America Group, einem Gemeinschaftsprojekt mit der Schwesterfirma Warner Bros., welcher sich auf die Ausstrahlung von amerikanischen Filmen und Serien in Lateinamerika richtet.
Der Warner Channel hat in Argentinien, Brasilien, Kolumbien, Venezuela, Chile, Singapur und Malaysia Hauptverwaltungen. Die Ausstrahlung erfolgt jedoch für lateinamerikanische Zuschauer aus Miami und für asiatische Zuschauer aus Singapur.

## Geschichte
Im März 2015 trennte sich der philippinische Sender vom südostasiatischen Warner TV-Kanal, um ein anderes Programm zu senden, darunter ausgewählte Sendungen von truTV. Die meisten Serien und Filme wurden in ihrer Originalsprache Englisch ausgestrahlt, mit Untertiteln in Spanisch oder Portugiesisch. Am 1. November 2015 begann der lateinamerikanische Sender, seine Sendungen synchronisiert auszustrahlen, anstatt nur Untertitel zu zeigen. Dies sorgte bei den meisten Zuschauern für Aufruhr. Am 9. November 2017 starteten Turner Broadcasting System France und Canal+ gemeinsam Warner TV in Frankreich und ersetzten damit Syfy, das nun exklusiv bei SFR zu sehen ist.
Am 22. April 2020 startete die französische Version in Subsahara-Afrika bei StarTimes. Am 2. Mai 2020 begann Warner TV mit der Ausstrahlung des Programmblocks Adult Swim in Lateinamerika und Brasilien, der zunächst Rick and Morty, Robot Chicken und Aqua Teen Hunger Force umfasste. Am 3. Mai 2021 wurden Metalocalypse und The Shivering Truth zum Programmblock Adult Swim hinzugefügt.
Am 14. Juni 2021 wurde bekannt gegeben, dass die TNT-Kanäle in Deutschland ab dem 25. September 2021 in Warner TV umbenannt werden. Am 8. Juli 2021 wurde bekannt gegeben, dass TNT in Polen und Rumänien ab dem 23. Oktober 2021 in Warner TV umbenannt wird.
Im Oktober 2022 wurde bekannt gegeben, dass bis zum 30. Oktober desselben Jahres ein Warner TV-Kanal in Italien gestartet werden soll. Im Gegensatz zu anderen Warner TV-Kanälen wird dieser jedoch als frei empfangbarer Kanal im italienischen DTT betrieben werden.
Am 27. Februar 2023 wurde bekannt gegeben, dass TNT in Spanien am 14. April 2023 in Warner TV umbenannt wird.
Im Januar 2024 wurde bekannt gegeben, dass Warner TV im Laufe desselben Jahres in der Tschechischen Republik startet, und am 4. März bestätigte WBD, dass der Sender am 2. April starten würde.

## Warner-Channel-Serien

### 2010
- The Middle (ab dem 14. Juli in Brasilien und ab dem 12. Juli in Lateinamerika)
- Men of a Certain Age (ab dem 13. Juli)
- Life Unexpected (ab dem 16. Juli)
- Human Target (seit dem 5. April in Argentinien und Brasilien und ab dem 14. Juli in ganz Lateinamerika)
- V – Die Besucher (seit dem 6. April)

### 2009
- Warehouse 13 (Premiere 2009 in Brasilien)
- Vampire Diaries
- Trauma
- Fringe
- Knight Rider

### 2008
- Eleventh Hour – Einsatz in letzter Sekunde
- Privileged
- Flashpoint – Das Spezialkommando
- The Mentalist
- Aliens in America
- The Ellen DeGeneres Show
- Terminator: The Sarah Connor Chronicles
- Pushing Daisies
- The New Adventures of Old Christine

### 2007
- Californication
- Cane
- Chuck
- Gossip Girl
- Moonlight
- Ganz schön schwanger
- Pussycat Dolls Present
- Studio 60 on the Sunset Strip
- Big Bang Theory

### 2006
- Blade
- Invasion
- Men in Trees
- Smith
- The Class
- The Evidence
- The Nine – Die Geiseln

### 2005
- Freddie
- Hot Properties – Gut gebaut und noch zu haben
- Joey
- Related
- Reunion
- Supernatural
- The Bachelorette
- The L Word – Wenn Frauen Frauen lieben
- The Swan
- One Tree Hill
- Kevin Hill

### Sonstige
- Smallville
- Everwood
- Two and a Half Men
- Cold Case – Kein Opfer ist je vergessen
- Emergency Room – Die Notaufnahme
- Friends
- Gilmore Girls
- Jesse
- Without a Trace – Spurlos verschwunden
- Complete Savages
- Deep In The City
- Four Kings
- Der Prinz von Bel-Air
- Full House
- Modern Men
- Step By Step
- O.C., California
- The West Wing – Im Zentrum der Macht
- Thick and Thin
- Third Watch – Einsatz am Limit
- Veronica
- Hallo Holly
- Nip/Tuck – Schönheit hat ihren Preis
- Fastlane